# Outpost 2: Black Sun
Pour plus de détails, voir Fiche technique et Distribution.
Outpost 2 : Black Sun est un film d'horreur britannique réalisé par Steve Barker, qui est sorti en 2012. Il s'agit de la suite du film Outpost, sorti en 2008.

## Résumé
En 1945, avant la fin de la Seconde Guerre mondiale, Klausener, un scientifique allemand crée une armée nazie immortelle. De nos jours, une "task force" de l'OTAN est déployée en Europe de l'Est, où un ennemi sinistre tue tout sur son passage. Hélène et Wallace, des chasseurs de nazis, ont pour mission d'empêcher la montée apparemment inévitable du 4e Reich. 

## Fiche technique
- Réalisation : Steve Barker
- Scénario : Rae Brunton et Steve Barker
- Producteur : Kieran Barker, Arabella Croft
- Distribution : ContentFilm
- Pays d’origine : Royaume-Uni
- Langue : Anglais
- Genre : Horreur
- Date de sortie : 2012
- Interdit aux moins de 12 ans

## Distribution
- Richard Coyle : Wallace
- Catherine Steadman : Lena
- Clive Russell : Marius
- Daniel Caltagirone : MacAvoy
- Nick Nevern : Carlisle
- Ali Craig : Hall
- Gary McDonald : Abbé
- Domenic Pontone : Josef
- Paul Birchard : Cains
- Martin Bell : Neurath
- Vivien Taylor : Matrone
- James McCreadie
- Alice da Cunha : une infirmière
- Philippe Rosch : Harper
- Carter Ferguson : Jem
- Julian Wadham : Francis Hunt
- Johnny Meres : Brigadeführer SS Gotz

## Commentaire
Le 3eme film est Outpost: Rise of the Spetsnaz (en).